# Stara Synagoga w Tczewie
Stara Synagoga w Tczewie – pierwszy dom modlitwy zbudowany w latach 80. XVIII wieku. Obok sali modlitw znajdowała się również szkoła żydowska. W synagodze odbywały się modły najprawdopodobniej do 1835 roku, kiedy to wybudowano nową synagogę.